# Ozero Semjonenki
Ozero Semjonenki (ryska: Озеро Семёненки) är en sjö i Belarus.   Den ligger i voblasten Vitsebsks voblast, i den norra delen av landet, 230 km norr om huvudstaden Minsk. Ozero Semjonenki ligger 142 meter över havet. Arean är 0,15 kvadratkilometer. Den ligger vid sjön Ozero Mezjno. Den sträcker sig 1,1 kilometer i nord-sydlig riktning, och 0,3 kilometer i öst-västlig riktning.
I omgivningarna runt Ozero Semjonenki växer i huvudsak blandskog. Runt Ozero Semjonenki är det ganska tätbefolkat, med 72 invånare per kvadratkilometer.